# Chamaesphegina
Chamaesphegina là một chi ruồi trong họ Syrphidae.